# Åsnen
Åsnen er Smålands næststørste sø og en af de større søer i det sydlige Sverige. Den ligger i Kronobergs län, cirka 138,5 meter over havets overflade. Den har et et areal på omkring 159 km², hvoraf 19 km² er øer. Søen har en facon, som er karakteristisk for et stort antal nordiske søer, opdelt i flere større og mindre fjorde og vige.
Den vigtige Helige Å (Helge Å) løber til Åsnen fra søen Salen ved Huseby bruk. Åsnen afvandes af Mörrumsån i den sydvestlige del af søen.
Broen Sirköbron forbinder Hössöhalvön og Sirkön.

## Eksterne links
- Wikimedia Commons har flere filer relateret til Åsnen

56°38′N 14°44′Ø / 56.633°N 14.733°Ø